# Unité urbaine de Biars-sur-Cère
L'Unité urbaine de Biars-sur-Cère est une Unité urbaine française constituée autour de la ville de Biars-sur-Cère (Lot).

## Caractéristiques
D'après la délimitation établie par l'INSEE en 2010, l'Unité urbaine de Biars-sur-Cère est composée de 4 communes, toutes situées dans le Lot .
L'unité urbaine de Biars-sur-Cère est pôle urbain de l'aire urbaine de Biars-sur-Cère.

### Communes
Liste des communes appartenant à l'Unité urbaine de Biars-sur-Cère selon la nouvelle délimitation de 2010 et sa population municipale en 2010 (liste établie par ordre alphabétique) :
| Nom             | Code Insee | Département | Superficie (km2) | Population (dernière pop. légale) | Densité (hab./km2) | Modifier                                    |
| --------------- | ---------- | ----------- | ---------------- | --------------------------------- | ------------------ | ------------------------------------------- |
| Biars-sur-Cère  | 46029      | Lot         | 3,63             | 1 968 (2022)                      | 542                | modifier les données · modifier les données |
| Bretenoux       | 46038      | Lot         | 5,69             | 1 429 (2022)                      | 251                | modifier les données · modifier les données |
| Gagnac-sur-Cère | 46117      | Lot         | 12,83            | 657 (2022)                        | 51                 | modifier les données · modifier les données |
| Girac           | 46123      | Lot         | 4,40             | 353 (2022)                        | 80                 | modifier les données · modifier les données |

## Évolution démographique
L'évolution démographique ci-dessous concerne l'unité urbaine selon le périmètre défini en 2010.
| 1968  | 1975  | 1982  | 1990  | 1999  | 2008  | 2013  | 2018  |
| ----- | ----- | ----- | ----- | ----- | ----- | ----- | ----- |
| 3 264 | 3 792 | 4 143 | 4 174 | 4 218 | 4 394 | 4 395 | 4 490 |

| 2021  | - | - | - | - | - | - | - |
| ----- | - | - | - | - | - | - | - |
| 4 383 | - | - | - | - | - | - | - |